# Каплан, Голда Хаимовна
Голда Хаимовна Каплан (род. 15 декабря 1940, Киев) — советский и российский лингвист, востоковед-ассириолог, кандидат филологических наук, научный сотрудник Института востоковедения РАН, специалист по аккадскому языку.

## Биография
Голда Хаимовна Каплан родилась 15 декабря 1940 году в Киеве. В 1957—1962 годах училась на восточном факультете Ленинградского государственного университета. Специализировалась по кафедре истории Древнего Востока ассириологического отделения. Её учителями были Л. А. Липин и академик В. В. Струве. В 1962—1965 годах училась в аспирантуре Института востоковедения АН СССР. В 1966—2015 годах была научным сотрудником сектора Древнего Востока ИВ АН СССР (РАН). Преподавала аккадский язык в Институте востоковедения.
В 1969 году в ИВ АН под руководством И. М. Дьяконова защитила кандидатскую диссертацию по теме «Глагол в среднеассирийском диалекте аккадского языка».
В 2015 году вышла на пенсию.

## Научная деятельность
Основная сфера научных интересов — грамматика аккадского языка.
Начиная с 60-х годов, работала над фонетикой и грамматикой аккадского языка. Ряд статей этих лет посвящён анализу среднеассирийского диалекта: глагольным формам для выражения времён, употребление этих форм в законодательных памятниках, история изучения употребления презенса, претерита, перфекта, статива в аккадском. Итогом изысканий в этой области стала работа «Очерк грамматики аккадского языка» (2006). В дальнейшем выходили отдельные статьи по синтаксису аккадского языка.
С 2000-х годов занимается исследованием отечественной историографии изучения аккадского языка, работает над исследованием «Ассириология в России до 1917 г.».
Подготовила к изданию монографию В. В. Струве «Ономастика раннединастического Лагаша» (1984).

## Основные работы
- К фонетике среднеассирийского диалекта аккадского языка // Семитские языки. Вып. 2 (ч. I). М., 1965. С. 186—200.
- Употребление видовых глагольных форм аккадского языка для выражения времён (среднеассирийский диалект) // История и филология Древнего Востока. XI годичная научная сессия ЛО ИВ АН. М., 1976. С. 30-38.
- Употребление презенса, претерита и перфекта в аккадском языке (к истории вопроса) // Переднеазиатский сборник. История и филология стран Древнего Востока. М., 1979. С. 122—130.
- Употребление презенса, претерита и перфекта в Среднеассирийских законах // Древний Восток 4. Ереван, 1983. С. 123—147.
- Употребление статива в аккадском языке (на материале среднеассирийского диалекта) // Вестник древней истории. 1985. № 3. С. 51-57.
- Perfect in Akkadian // Šulmu IV. Poznań, 1993. P. 136—146.
- Употребление перфекта в аккадском языке // ВДИ. 1995. № 2. С. 136—146.
- Use of aspect-tense verbal forms in Akkadian texts of the Hammurapi period (1792—1750 B.C.). LINCOM Studies in Afroasiatic Linguistic. Muenchen, 2002.
- Каким временем предпочтительнее переводить посылки законодательных положений Законов Хаммурапи? // Эдубба вечна и постоянна. Материалы конференции, посвящённой 90-летию со дня рождения Игоря Михайловича Дьяконова. СПб., 2005. С. 98-104.
- Очерк грамматики аккадского языка. Серия «Orientalia». СПб.: Петербургское Востоковедение. 2006. — 224 с.
- Роль русских исследователей в зарождении ассириологии как науки // Санкт-Петербургский государственный университет. Восточный факультет. ХХIV международная научная конференция «Источниковедение и историография стран Азии и Африки». 10-12 апреля 2007. Тезисы докладов. СПб., 2007. С. 78-79.
- Письма Фридриха Делича к Оскару Лемму // Письменные памятники Востока. 1 (8). 2008. С. 265—270[4].
- Александр Павлович Рифтин (1900—1945): автобиография, письма, другие материалы к биографии / введение, публикация, примечания и приложения Г. X. Каплан. СПб.: Контраст, 2015. 204 с.[3]